# Test de Dini
En matemáticas, los tests de Dini y de Dini-Lipschitz son procedimientos muy precisos que pueden usarse para probar que la serie de Fourier de una función converge en un punto dado. Reciben su nombre de Ulisse Dini y Rudolf Lipschitz.

## Definición
Sea {\displaystyle f} una función definida en {\displaystyle [0,2\pi ]}, sea {\displaystyle t} un punto y {\displaystyle \delta } una constante positiva. Definimos el módulo local de continuidad en el punto {\displaystyle t} como
{\displaystyle \left.\right.\omega _{f}(\delta ;t)=\max _{|\varepsilon |\leq \delta }|f(t)-f(t+\varepsilon )|}
Nótese que se considera {\displaystyle f} una función periódica. Por ejemplo, si {\displaystyle t=0} y {\displaystyle \epsilon } es negativo, se tiene {\displaystyle f(\epsilon )=f(2\pi +\epsilon )}. 
El módulo global de continuidad (o, simplemente, módulo de continuidad) se define como
{\displaystyle \omega _{f}(\delta )=\max _{t}\omega _{f}(\delta ;t)}
Con estas definiciones se pueden enunciar los resultados principales
Teorema (test de Dini): Supongamos que una función {\displaystyle f} satisface en un punto {\displaystyle t} que
{\displaystyle \int _{0}^{\pi }{\frac {1}{\delta }}\omega _{f}(\delta ;t)\,\mathrm {d} \delta <\infty .}
Entonces la serie de Fourier de {\displaystyle f} converge en {\displaystyle t} a {\displaystyle f(t)}.
Por ejemplo, el teorema se cumple con {\displaystyle \omega _{f}=\log ^{-2}\left({\frac {1}{\delta }}\right)} pero no con {\displaystyle \log ^{-1}\left({\frac {1}{\delta }}\right)}.
Teorema (test de Dini-Lipschitz): Supongamos que una función {\displaystyle f} satisface
{\displaystyle \omega _{f}(\delta )=o\left(\log {\frac {1}{\delta }}\right)^{-1}.}
Entonces la serie de Fourier de {\displaystyle f} converge uniformemente a {\displaystyle f}.
En particular, cualquier función de una clase de Hölder satisface el test de Dini-Lipschitz.

## Precisión
Ambos tests son lo mejor que pueden ser. Para el test de Dini-Lipschitz, es posible construir una función {\displaystyle f} cuyo módulo de continuidad satisface el test con {\displaystyle O} en lugar de {\displaystyle o}, esto es,
{\displaystyle \omega _{f}(\delta )=O\left(\log {\frac {1}{\delta }}\right)^{-1}.}
y la serie de Fourier de {\displaystyle f} diverge. Para el test de Dini, la afirmación más precisa es un poco más larga. Afirma que para cualquier función {\displaystyle \Omega } tal que
{\displaystyle \int _{0}^{\pi }{\frac {1}{\delta }}\Omega (\delta )\,\mathrm {d} \delta =\infty }
existe una función {\displaystyle f} tal que
{\displaystyle \omega _{f}(\delta ;0)<\Omega (\delta )}
y la serie de Fourier de {\displaystyle f} diverge en 0.